# Ga Văn Trai
Ga Văn Trai là một nhà ga xe lửa tại phường Tĩnh Gia, tỉnh Thanh Hóa. Nhà ga là một điểm trên tuyến đường sắt Bắc Nam tiếp nối sau ga Thị Long và trước ga Khoa Trường.